# Carmel-by-the-Sea
Carmel-by-the-Sea es una ciudad ubicada en el condado de Monterrey, California, en el estado estadounidense. Fue fundada en 1902 e incorporada el 31 de octubre de 1916. Carmel está en la península de Monterey. Es conocido por su paisaje natural y su rica historia artística. El actor Clint Eastwood fue alcalde de Carmel-by-the-Sea durante dos años. En el Censo de 2010 tenía una población de 3722 habitantes y una densidad de 1330 personas por km².
Los españoles fundaron un asentamiento en 1797, cuando la Misión San Carlos Borromeo de Carmelo fue trasladada de Monterrey por San Junípero Serra. La Misión de Carmelo sirvió como la sede del sistema de misiones de California hasta la Ley de Secularización Mexicana de 1833, cuando el área fue dividida en concesiones de ranchos. El asentamiento fue en gran parte abandonado tras la Conquista de California por los Estados Unidos en 1848 y permaneció sin desarrollo hasta que Santiago J. Duckworth inició la construcción de una colonia de verano en 1888. Cuando se formó la Carmel Development Company en 1902, Carmel se convirtió en una colonia artística y un balneario costero, incorporándose como ciudad en 1916.

## Historia

### Dominio español y mexicano

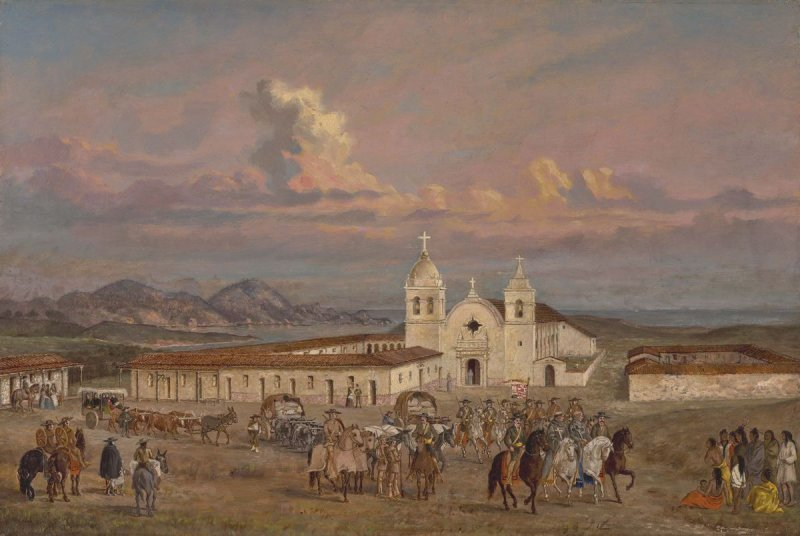
Misión San Carlos Borromeo de Carmelo,establecida en 1770.

Los primeros europeos en ver Carmel fueron los marineros liderados por Juan Rodríguez Cabrillo en 1542, quienes navegaron por la costa de California sin desembarcar. Pasaron otros sesenta años antes de que el explorador español Sebastián Vizcaíno llegara a lo que hoy se conoce como Carmel Valley en 1602. Se cree que nombró el río que atraviesa el valle como Río Carmelo en honor a los tres frailes carmelitas que servían como capellanes en la expedición.
Los españoles no intentaron colonizar la zona hasta 1770, cuando Gaspar de Portolá, junto con los sacerdotes franciscanos Junípero Serra y Juan Crespí, visitaron el área en busca de un sitio para una misión. Portolá y Crespí viajaron por tierra, mientras que Serra transportó los suministros por barco, llegando ocho días después. La colonia de Monterrey se estableció al mismo tiempo que la segunda misión en Alta California y pronto se convirtió en la capital de California, manteniendo ese estatus hasta 1849. Desde finales del siglo XVIII hasta principios del siglo XIX, la mayor parte de la población Ohlone murió debido a enfermedades europeas (contra las cuales no tenían inmunidad), así como por el exceso de trabajo y la desnutrición en las misiones, donde los españoles los obligaban a vivir.
La Misión San Carlos Borromeo de Carmelo fue fundada el 3 de junio de 1770 en el asentamiento cercano de Monterrey, pero fue reubicada en Carmel Valley por Junípero Serra debido a las interacciones entre los soldados estacionados en el cercano Presidio y los nativos indígenas.
En diciembre de 1771, una empalizada de aproximadamente 130x200 pies se convirtió en la nueva Misión Carmel. Las primeras edificaciones, hechas de barro enlucido, sirvieron como iglesia y viviendas hasta que se construyó una estructura de madera, utilizando pinos y cipreses cercanos, para resistir las lluvias estacionales. Sin embargo, esta también fue una iglesia temporal hasta que se erigió un edificio permanente de piedra. En 1784, Junípero Serra falleció y, a petición suya, fue enterrado en el Santuario de la Iglesia de San Carlos en la Misión, junto a Juan Crespí, quien había muerto el año anterior. Serra recibió honores militares completos en su entierro. La Misión Carmel alberga la primera biblioteca del estado.

## Geografía
Carmel-by-the-Sea se encuentra ubicada en las coordenadas 36°33′11″N 121°55′19″O / 36.55306, -121.92194. Según la Oficina del Censo de los Estados Unidos, Carmel-by-the-Sea tiene una superficie total de 2,8 km², toda ella tierra firme.

## Demografía
Según el censo de 2010, había 3722 personas residiendo en Carmel-by-the-Sea. La densidad de población era de 1330 hab./km². El pueblo se conoce por permitir entrar a los animales en muchos hoteles y restaurantes.

## Curiosidades
Clint Eastwood ha sido su alcalde por el partido Republicano. En la actualidad sigue residiendo en el municipio.
La Reserva Marina Estatal de Pinnacles de Carmel, el Área de Conservación Marina del Estado de Carmel Bay, la Reserva Marina Estatal de Point Lobos y el Área de Conservación Marina del Estado de Point Lobos son áreas marinas protegidas en las aguas alrededor de Carmel, donde abundan focas y elefantes marinos.

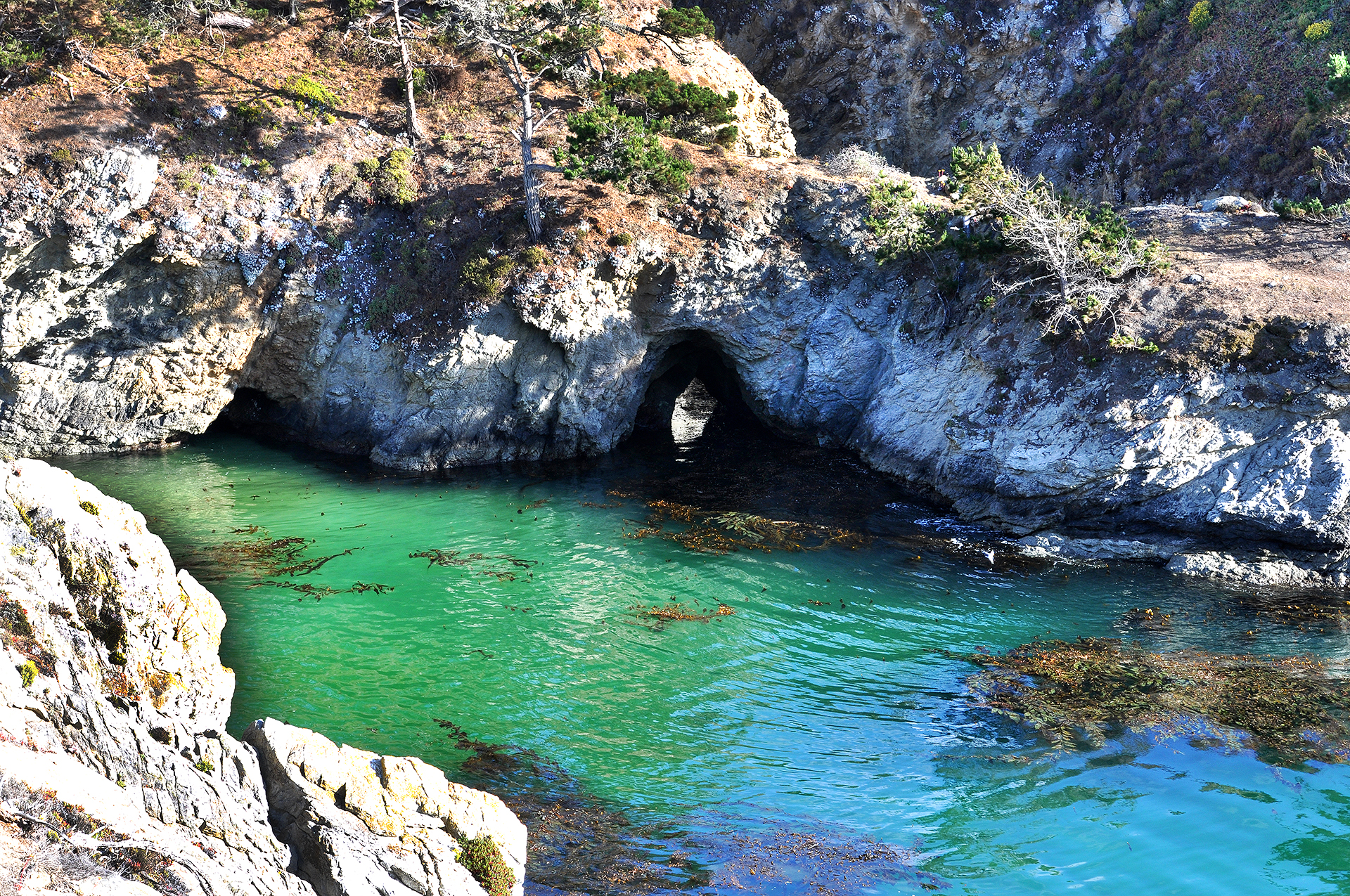
Buceo en Point Lobos Reserva Estatal situada al sur de Carmel